# Американские боги (2-й сезон)
Второй сезон сериала «Американские боги», основанного на одноимённом романе Нила Геймана, премьера которого состоялась на канале Starz 10 марта 2019 года. Состоит из восьми эпизодов. Джесси Александер адаптировал второй сезон, будучи его единственным шоураннером после того, как Брайан Фуллер и Майкл Грин покинули шоу. Производство сериала началось в апреле 2018 года вслед за тем, как продюсеры шоу официально дали ему зелёный свет в мае 2017 года. Главные роли в сезоне исполнили Рики Уиттл, Эмили Браунинг, Криспин Гловер, Брюс Лэнгли, Йетиде Бадаки, Пабло Шрайбер и Иэн Макшейн, которые вернулись из предыдущего сезона, а также Орландо Джонс, Муса Крэйш, Омид Абтахи и Демор Барнс, которые были повышены до основного актёрского состава во втором сезоне.
Сезон следует за Тенью Муном, бывшим заключённым, который стал правой рукой мистера Среды, Старого Бога, который оказывается в разгаре войны между Старыми Богами, богами из древней мифологии, и Новыми Богами, богами общества, технологий и глобализации.

## В ролях

### Главные роли
- Рики Уиттл — Тень Мун, бывший заключенный, который становится телохранителем мистера Среды[1][2][3]. Гэбриел Дарку играет Тень в молодости[4].
- Эмили Браунинг — Лора Мун, воскресшая из мёртвых девушка и жена Тени Муна[3][5].
- Криспин Гловер — мистер Мир, новый бог глобализации и лидер «Новых Богов»[3][6].
- Орландо Джонс — мистер Нэнси, ганский бог-обманщик Ананси. Он работает портным[3][7].
- Йетиде Бадаки — Билкис, Богиня любви[3][8].
- Брюс Лэнгли — Техномальчик, новый бог технологии[3][8].
- Муса Крэйш — Джинн, мифическое существо огня, который, опасаясь за свою безопасность, намеревается сбежать из США[3][9].
- Омид Абтахи — Салим, иностранец, который является «одной половинкой несчастных любовников»[10].
- Демор Барнс — мистер Ибис, хранитель историй прошлого и настоящего, египетский бог Тот[3][7].
- Пабло Шрайбер — Сумасшедший Суини, лепрекон на службе у мистера Среды[3][11].
- Иэн Макшейн — мистер Среда, мошенник и бог Один[2][3].

### Второстепенные роли
- Кахён Ким — новая богиня Новая Медиа, которую описывают как «богиню глобального контента и в этом веке — хамелеон киберпространства, которая также является мастером манипулирования»[3][12].
- Петер Стормаре — Чернобог, славянский бог тьмы, смерти и зла, который подозрителен в мотивах Среды и неохотно оказывает ему свою помощь[3][9]
- Сакина Джаффри — Мама-Джи, официантка в Мотеле Америка и индуистская богиня смерти и освобождения, Кали. Со своим ожерельем из черепов, язвительным умом и свободным духом, она достойна любого могущественного бога и человека[3][13]. Она присутствует в каждом Мотеле Америка, которые служат местом встреч богов.
- Эндрю Кодзи — мистер Се, топ-менеджер компании в Кремниевой долине, Xie Comm. Он изобрёл программы, которые пишут электронную музыку, которые дали увеличение жизнеспособности, и привели больше поклонников Техномальчику.

### Приглашённые актёры
- Клорис Личмен — Зоря Вечерняя, «Вечерняя звезда», старшая из трёх сестёр, которые следят за звёздами, чтобы защититься от забытых ужасов[3][9].
- Дин Уинтерс — мистер Город, жестокий и эффективный агент, которому новые Боги поручили выяснить, что Тень знает о плане мистера Среды[3][12].
- Кристиан Ллойд — Аргус Паноптес, всевидящий греческий великан со множеством глаз, которые позволяют ему одновременно и спать, и бодрствовать. Со временем он стал богом наблюдения.
- Девери Джейкобс — Сэм Чёрная ворона, яростная и самоуверенная студентка-автостопщица. Она духовно цинична для того, кто утверждает, что верит во многое[3][12].
- Сана Асад — Баст, богиня, которая живёт в виде кошки в Похоронном бюро Ибиса и Шакала.
- Уильям Сандерсон — Капитал, представитель бога Денег.
- Мустафа Шакир — Барон Самди, гаитянский лоа мёртвых, который владеет баром в Новом Орлеане.
- Хани Фюрстенберг — Мама Бриджит, гаитянская лоа мёртвых, которая является женой Барона Самеди.
- Ли Аренберг — Альвис, Король Гномов, который является строителем и кузнецом.
- Джереми Рэймонд — Двалин, мастер рун среди Гномов.
- Дерек Телер — Донар Одинсон, сын мистера Среды и скандинавский бог грома, Тор.
- Лора Белл Банди — Колумбия, женское воплощение Манифеста судьбы и Дух Америки, пока не появилась Статуя свободы и не забрала её славу. Среда убеждает её продвигать грядущую войну.

## Эпизоды
| № общий | № в сезоне | Название                                               | Режиссёр                | Телесценарий                             | Дата премьеры  | Зрители в США (млн) |
| --- | ---------- | ------------------------------------------------------ | ----------------------- | ---------------------------------------- | -------------- | ------------------- |
| 9 | 1          | «Дом на скале» «House on the Rock»                     | Кристофер Дж. Бирн      | Нил Гейман и Джесси Александер           | 10 марта 2019  | 0,520               |
| По просьбе мистера Среды, десятки Старых Богов собираются в Доме на скале. Тени разрешено присутствовать среди них, а Лоре и Сумасшедшему Суини отказано в этом. Билкис появляется без приглашения, но ей разрешают пойти. Салим воссоединяется с Джинном, который работает на Среду. Между тем, мистер Мир приказывает Техномальчику найти Медию. В доме карусель переносит их в потусторонний мир внутри разума Среды, где они обсуждают его военные планы. Билкис говорит, что они должны принять инструменты Новых Богов, чтобы увеличить число своих последователей, но Тень произносит речь, чтобы убедить их дать шанс планам Среды. Позже, когда они едят и общаются в закусочной мотеля «Висконсин Америка», мистер Мир отдаёт приказ атаковать их. Зоря убита снайпером, а Тень попадает в плен. |            |                                                        |                         |                                          |                |                     |
| 10 | 2          | «Обольстительный человек» «The Beguiling Man»          | Фредерик И. О. Туа      | Тайлер Динуччи и Андрес Фишер-Сентено    | 17 марта 2019  | 0,348               |
| Мистер Среда клянётся отомстить за Зорю. Мистер Город пытает и допрашивает Тень о планах мистера Среды, что заставляет Тень вспомнить, как он приехал в Америку ребёнком со своей матерью, и как он потерял её. Среда отправляет Джина найти его копьё, Гунгнир, а Салим, влюблённый в Джинна, сопровождает его. Лора и Сумасшедший Суини следуют за угасающим светом Тени на машине, во время чего Суини рассказывает Лоре о дьяволе по имени Барон из Нового Орлеана, который мог бы помочь ей. Мистер Мир пытается уговорить Билкис встать на его сторону. Техномальчик находит Медию, которая отказывается выходить, пока она не будет готова. Лора и Сумасшедший Суини находят Тень в поезде, как раз тогда, когда Среда приводит в действие свой план пустить поезд под откос. |            |                                                        |                         |                                          |                |                     |
| 11 | 3          | «Мунин» «Muninn»                                       | Дебора Чоу              | Хэзер Беллсон                            | 24 марта 2019  | 0,329               |
| Среда и Суини ведут Лору, которую расчленило после крушения поезда, к мистеру Ибису, при этом оставив Тень под обломками поезда. Ибис снова сшивает Лору, и Среда берёт её, чтобы найти Аргуса, бога наблюдения, чтобы «зарядить её монету». Суини говорит, что вместо этого они должны встретиться с Бароном и не доверять Среде, но она игнорирует его совет. Медиа перевоплощается в Новую Медию, и она вместе с Техномальчиком отправляется на встречу с Аргусом, чьё наблюдение подвело Новых Богов. Новая Медиа пытается слиться с Аргусом, но этому помешала Лора, которая убивает Аргуса по приказу Среды. Смерть Аргуса останавливает гниение Лоры и заставляет её выглядеть так, как она выглядела до гниения, и заставляет её сердце временно биться. Среда подразумевает, что Аргус может вернуться, и оставляет Лору одну, говоря ей, что она и Тень больше не связаны, и что она больше не та девушка, которую он любил. Тем временем Салим и Джинн приобретают Гунгнир у Иктоми, который также даёт им крошечное деревце. Тень ловит попутку до Кейро, Иллинойс, с Сэм Чёрной вороной, где он прибывает в похоронное бюро мистера Ибиса и сталкивается со Средой. |            |                                                        |                         |                                          |                |                     |
| 12 | 4          | «Величайшая из историй» «The Greatest Story Ever Told» | Стэйси Пассон           | Питер Кэллоуэй и Адити Бреннан Капил     | 31 марта 2019  | 0,336               |
| Тень и Среда отправляются в Сент-Луис, чтобы встретиться с Капиталом, который, как утверждает Среда, является самым могущественным богом в Америке. Билкис, потрясённая смертью Зори, прибывает в Кейро, чтобы поговорить с мистером Ибисом и Ананси. Ананси взбешён попыткой Ибиса и Билкис сохранить нейтралитет в войне и говорит, что африканские боги должны держаться вместе и сражаться, потому что никто другой не будет сражаться за них; он, видимо, убеждает Билкис в этом. Мистер Мир вызывает Новую Медию и Техномальчика, и он пытает последнего за то, что он позволил Аргусу умереть. Техномальчик обещает мистеру Миру замену для Аргуса и идёт на встречу с мистером Се, главой технологической компании, чья электронная музыка принесла ему власть в прошлом. Ему не удаётся произвести впечатление на Се, который вместо этого выбирает мистера Мира и Новую Медию. Техномальчик пытается сбежать, но мистер Мир ловит его и «увольняет» его. Капитал появляется перед Средой и мистером Миром и объявляет, что он не будет принимать чью-либо сторону в войне. |            |                                                        |                         |                                          |                |                     |
| 13 | 5          | «Пути мёртвых» «The Ways of the Dead»                  | Салли Ричардсон-Уитфилд | Родни Барнс                              | 7 апреля 2019  | 0,306               |
| Лора прибывает в Новый Орлеан и встречается со Суини, который представляет её Барону Самди и Мадам Бриджит, двум лоа, которые, как он утверждает, могут вернуть её к жизни. Самди даёт Лоре зелье, но чтобы оно подействовало, её надо смешать с «кровью истинной любви». После запутанной ночи, Лора покидает Суини, полагая, что Среда манипулирует её через него. Из саженца, полученного от Иктоми, Среда сажает новый Иггдрасиль в Кейро, а затем отправляется забрать Гунгнир у Джинна и Салима. Среда просит Альвиса, Короля гномов, починить Гунгнир, но Альвис говорит, что нужно починить руны на копье. Тень узнаёт о Фрогги Джеймсе, чернокожем мужчине, которого линчевали в Кейро много лет назад, и его призрак до сих пор бродит по городу — разъярённый на своих людей, которые не пришли к нему на помощь, когда он нуждался в них. Ананси подозревает, что Ибис и Шакал сохраняют нейтралитет потому, что проклятие Фрогги обеспечивает им постоянный поток мёртвых тел, поэтому им не нужна новая война. В попытке освободить людей от проклятия, Тень позволяет Фрогги рассказать свою историю, используя его тело на похоронах Лилы. |            |                                                        |                         |                                          |                |                     |
| 14 | 6          | «Донар Великий» «Donar the Great»                      | Рэйчел Талалэй          | Адриа Лэнг                               | 14 апреля 2019 | 0,240               |
| Тень и Среда идут в некогда популярный торговый центр, который был построен над американским центром власти гномов. Сейчас гномы слишком слабы, чтобы пробудить руны. Они требуют самый мощный артефакт в торговом центре: кожаную куртку Лу Рида, в настоящее время находящуюся в магазине сувениров. Тень и Среда разыгрывают аферу под названием «Игра в епископа» и им удаётся выманить куртку, которую они набрасывают на плечи мастера рун, Двалина. Сила течёт через гнома в копьё, и он создаёт руны на Гунгнире. Мистер Мир чувствует, что руны были выгравированы, и заявляет, что события развиваются с опережением графика. Флешбэки рассказывают историю сына Среды, Донара Великого, что было сценическим именем Тора, который выступал в бурлескных шоу мистера Нэнси и Среды в начале 1900-х годов с Колумбией. Американские нацисты впечатлены Донаром и они хотят спонсировать его для соревнований сильных мужчин. В конце концов они требуют, чтобы Донар бросил матч против немецкого соперника, но Донар отказывается. Донар и Колумбия хотят сбежать в Калифорнию, но Среда планирует разлучить их. Донар и Среда дерутся, и Донар ломает копьё Одина своим молотом, Мьёльниром. Донар уходит, и Среда говорит Тени, что он совершил единственный вид смерти, из-за которого боги не могут вернуться обратно — самоубийство. |            |                                                        |                         |                                          |                |                     |
| 15 | 7          | «Сокровище солнца» «Treasure of the Sun»               | Пако Кабесас            | Хэзер Беллсон                            | 21 апреля 2019 | 0,318               |
| Суини прибывает в Кейро, и его встречают банши; он знает, что это значит, что кто-то в доме умрёт. Никто ему не верит и думают, что они люди и пришли на похороны. Среда чинит свой Гунгнир при помощи ветки нового дерева Иггдрасиля и приказывает Тени охранять копьё. Суини физически разваливается, снова сходя с ума и вспоминая своё происхождение, но его воспоминания путаются. Он вспоминает свою дикую и безумную жизнь, жену и дочь, которых он потерял, проклятие, наложенное на него монахами, и пророчество, что он умрёт от копья. Ибис говорит ему, что «истории правдивее правды», и намекает, что Суини также является старым богом Лугом, который убил своего одноглазого дедушку Балора. Вместо этого Суини видит, как он убивает Среду, и отрицает, что он является Лугом. Суини говорит всем в доме, что еду, которую они ели, оставили банши, которые такие же феи, как и он сам, и что те, кто ест еду фей, становятся их должниками. Суини говорит, что Среда теперь у него в долгу. Суини пытается убить Среду при помощи Гунгнира, но Тень хватает копьё и Суини падает на него. Суини, при помощи магии, отправляет Гунгнир в Потусторонний клад, где он хранит свои монеты, так что Среда теперь никогда не сможет добраться до него.                                                                                  |            |                                                        |                         |                                          |                |                     |
| 16 | 8          | «Лунная тень» «Moon Shadow»                            | Кристофер Дж. Бирн      | Адити Бреннан Капил и Джим Дейнджер Грэй | 28 апреля 2019 | 0,272               |
| Когда Среда покидает похоронное бюро в полном одиночестве, Лора воссоединяется с Тенью. Несмотря на её попытку извиниться за всё, Тень отмахивается от неё, прежде чем сказать ей, что Суини умер, и это побуждает Лору принять решение убить Среду. Тем временем, Се удаётся помочь Техномальчику переродиться в Квантомальчика, который загружает массивную информацию мистеру Миру и Новой Медии. Последняя начинает манипулировать СМИ, чтобы ложно обвинить Тень, Среду и Салима в том, что они террористы, создавая общий страх и хаос. Когда полиция приходит, чтобы арестовать их в похоронном бюро, Тень пытается сбежать, но его поглощает Иггдрасиль. Он узнаёт, что Среда — его отец, что делает его полубогом; он непроизвольно использует свои силы, чтобы отменить манипуляции Новой Медии, что заставляет журналистов и полицейских исчезнуть. Джинн уходит вместе с Салимом, чтобы защитить его. Лора уходит с телом Суини на её плечах. Тень в одиночку едет на север на автобусе; когда его останавливают полицейские, он достаёт своё удостоверение и с удивлением обнаруживает, что у него новая личность. |            |                                                        |                         |                                          |                |                     |

## Производство

### Разработка
10 мая 2017 года сериал был продлён на второй сезон. 29 ноября 2017 года было объявлено, что Фуллер и Грин покинули шоу и что их заменят в качестве шоураннеров во втором сезоне, завершив до этого написание примерно половины сценариев сезона. 12 января 2018 года президент и гендиректор Starz Крис Альбрехт прояснил продолжающуюся борьбу с установкой второго сезона, в том числе участие Джиллиан Андерсон и Кристин Ченовет, дальнейшее участие Фуллера и Грина — подчеркнув, что их вообще не увольняли, но и сами не уходили — учитывая их график работ, а также проблемы с шоураннером и бюджетом, при этом подчёркивая сложность адаптации и неизменную приверженность канала и Fremantle Media к сериалу. 2 февраля 2018 года Джесси Александер, сценарист сериалов Фуллера «Ганнибал» и «Звёздный путь: Дискавери», был объявлен сошоураннеров второго сезона вместе с Гейманом.
В сентябре 2018 года сообщалось, что Starz и Fremantle убрали Александера с должности шоураннера. Сериал также отставал от графика на шесть недель и был вынужден уйти в перерыв из-за незаконченного сценария для финала сезона; Александер предоставил несколько вариантов для финала, но они все были отклонены. Фуллер и Грин написали первые шесть эпизодов второго сезона, но их выкинули после того, как наняли Александера, чтобы он переписал их. Заказ на второй сезон был урезан с 10 на 8 эпизодов (аналогично первому сезону), в попытке урезать бюджет. Актёры не были довольны новыми сценариями и их часто переписывали во время съёмок, при этом Иэн Макшейн сымпровизировал монолог. Starz не было довольно направлением Александера над материалом, которое было более «условным», отличающимся от более «атмосферного, гипнотического» тона Фуллера и Грина. С отсутствием шоураннера, продюсирующий директор Крис Бирн и линейный продюсер Лиза Кусснер стали во главе сериала.

### Съёмки
Производство второго сезона началось в апреле 2018 года, а его премьера состоялась 10 марта 2019 года.

### Сценарий
Во время интервью с Нилом Гейманом 24 июня 2016 года, он обсудил планы на будущие сезоны после первого, если шоу будет продлено, и отметил, что первый сезон охватывает только первую треть романа. Второй сезон должен будет охватывать раздел Лейксайда в романе, и «большой ключевой момент, происходящий с мистером Средой», вероятно, будет финалом второго или третьего сезона. Однако сюжетная линия с Лейксайдом была перенесена на потенциальный третий сезон.

### Кастинг
4 июня 2018 года было объявлено, что Дин Уинтерс, Девери Джейкобс и Кахён Ким присоединятся к актёрскому составу во втором сезоне, где они исполнят роли мистера Города, Сэм Чёрной Вороны и Медиа; последняя теперь известна как «Новая Медиа» после ухода Андерсон из сериала. Также было подтверждено, что Кристин Ченовет не появится в сезоне из-за конфликтов в расписании.

## Реакция

### Реакция критиков
Второй сезон получил смешанные отзывы критиков. На Rotten Tomatoes сезон имеет рейтинг 60%, со средним рейтингом 6,11, на основе 27 отзывов. Консенсус сайта гласит: «„Американские боги“ сохраняет свой напыщенный стиль, но теряет своё божественное вдохновение в производном втором сезоне, который, после смены шоураннеров и даже некоторых важных актёров, чувствуется как ложный идол». На Metacritic у него рейтинг 45 из 100, на основе 7 отзывов, что указывает на «смешанные или средние отзывы». Алан Сепинуолл из «Rolling Stone» дал сезону 2 звезды из 5, назвав его «бесцельным», и, несмотря на «талантливый актёрский состав», в конечном итоге Сепинуолл почувствовал, что «это было пустым и скучным».

### Рейтинги
| № | Название                  | Дата показа    | Рейтинг (18—49) | Зрителей (миллионов) | DVR (18—49) | Зрителей DVR (миллионов) | Всего (18—49) | Всего зрителей (миллионов) |
| - | ------------------------- | -------------- | --------------- | -------------------- | ----------- | ------------------------ | ------------- | -------------------------- |
| 1 | «Дом на скале»            | 10 марта 2019  | 0,2             | 0,520                | TBD         | 0,202                    | TBD           | 0,722                      |
| 2 | «Обольстительный человек» | 17 марта 2019  | 0,1             | 0,348                | TBD         | 0,412                    | TBD           | 0,760                      |
| 3 | «Мунин»                   | 24 марта 2019  | 0,1             | 0,329                | TBD         | 0,412                    | TBD           | 0,742                      |
| 4 | «Величайшая из историй»   | 31 марта 2019  | 0,1             | 0,336                | TBD         | 0,436                    | TBD           | 0,772                      |
| 5 | «Пути мёртвых»            | 7 апреля 2019  | 0,1             | 0,306                | TBD         | 0,354                    | TBD           | 0,660                      |
| 6 | «Донар Великий»           | 14 апреля 2019 | 0,1             | 0,240                | TBD         | 0,434                    | TBD           | 0,674                      |
| 7 | «Сокровище солнца»        | 21 апреля 2019 | 0,1             | 0,318                | TBD         | 0,321                    | TBD           | 0,639                      |
| 8 | «Лунная тень»             | 28 апреля 2019 | 0,1             | 0,272                | TBD         | 0,354                    | TBD           | 0,626                      |

1. ↑  Рейтинги Live +7 были недоступны, так что вместо них были использованы рейтинги Live +3.